# Патка глувара
Дивља патка или глувара, глува шатка (лат. Anas platyrhynchos) је врста патке која настањује умерена и суптропска подручја Северне Америке, Европе, Азије и Аустралије. Дивља патка је најпознатија врста патке. Бројне припитомљене расе патака воде порекло од дивље патке (глуваре). Ова врста је, уз обичног галеба, најчешћа врста у воденим стаништима Србије, како је показао зимски попис 2024.

## Изглед и понашање
Мужјак дивље патке на глави и врату има тамнозелено перје металног сјаја са белим прстеном на дну. Груди су му смеђе боје, а трбух и доња страна крила светлосиви. Кратко репно перје је бело. Два средња репна пера савијена су у коврџице. Кљун је жут и са стране назубљен.
Женка је покривена светлосмеђим и тамносмеђим перјем које има заштитну улогу. Наранџасте кратке ноге међу прстима имају широке пливаће кожице.
Дивља патка врло брзо лети и добро плива. Може да нарасте до 58 центиметара у дужину. Настањује густо обрасле обале језера, бара и мочвара, а зими је уз обрасле обале ушћа река. Храни се биљном храном, али једе и водене инсекте, жабе и рибе.

## Размножавање
На тлу уз воду гради гнездо у заклону, често у подручју стабла или у дупљи. Женка снесе до 13 светлозеленкастих јаја на којима седи и касније се брине за младе.
Честа је птица, лови се и вештачки узгаја.

## Галерија
- Јаја патке глуваре